# Кинематограф Каталонии
Кинематограф Каталонии (кат. Cine español) — национальный кинематограф и кинопроизводство стран каталанского языка.

## История
В первые 30 лет XX века было снято несколько каталонских фильмов. В 1931 году Женералитет Каталонии был восстановлен, и в 1932 году он учредил кинокомитет, который поспособствовал созданию первых полнометражных фильмов Каталонии, в Барселоне и Валенсии. В начале 1930-х годов в Барселоне были 4 крупные киностудии, киноиндустрия процветала в городе.
После Гражданской войны велась политика централизации и подавления регионального национализма, существовавшего в Каталонии и Басконии. Фильмопроизводство продолжало существовать в Барселоне, но постепенно уменьшалось. Поскольку публичное использование каталанского языка теперь было запрещено (до 1975 года), то и фильмы на этом языке нельзя было снимать.
В 1965 году вернулась возможность создавать каталонские версии фильмов; низкого качества фильм «Maria Rosa» Арманда Морено был снят на кастильском языке и переведён на каталанский; жена Морено, Нурия Эсперт, сыграла главную роль.
В 1975 году был основан Институт Кино Каталонии группой из более чем 70 кинематографистов. В то же время появились и режиссёры «альтернативного» кино.

## Некоторые известные фильмы
- В стеклянной клетке (1987)
- Любимый друг (1999)
- Море (2000)
- Чёрный хлеб (2010)
- Мерли (телесериал)

## Количество зрителей в кинотеатрах
| Число зрителей в кинотеатрах Каталонии   | 2008    | 2009    | 2010    | 2011    | 2012    |
| ---------------------------------------- | ------- | ------- | ------- | ------- | ------- |
| Оригинальные фильмы на каталанском языке | 143 230 | 197 300 | 419 739 | 314 009 | 201 555 |
| Дублированные на каталанский язык фильмы | 612 993 | 367 901 | 288 350 | 418 833 | 626 854 |
| Фильмы с субтитрами на каталанском языке | 29 806  | 36 383  | 44 211  | 53 050  | 5 987   |
| Всего                                    | 786 029 | 601 584 | 752 300 | 785 892 | 834 396 |